# 디자인 아카데미 에인트호번
에인트호번 디자인 아카데미{영어: Design Academy Eindhoven, DAE)는 네덜란드 에인트호번에 있는 예술, 건축 및 디자인 교육 기관이다. 세계 최고의 디자인 학교 중 하나로 널리 알려져 있다.

## 동문
사빈 마르셀리스, 로네케 홀다인, 이상혁, 박고은, 양승빈 등을 배출했다. 마르셀 반더스는 이 학교 재학 중 퇴학당했다.

## 평가와 명성
에인트호번 디자인 아카데미는 복잡한 사회 및 문화적 문제에 대한 참여를 강조하여 국제적인 명성을 얻었다. 네덜란드의 디자이너 집단 Droog Design은 DAE 졸업생이 많이 포진해있으며, Orange Alert는 뉴욕에서 작업하는 DAE 학생들의 전시회 및 이벤트를 조직해왔다. 많은 DAE 졸업생이 런던 디자인 박물관이 선정하는 올해의 디자이너 상 후보에 올랐다.
2022년 QS 세계 대학 랭킹에서 총점 81.6/100으로 예술 및 디자인 과목 영역 공동 9위에 올랐다.

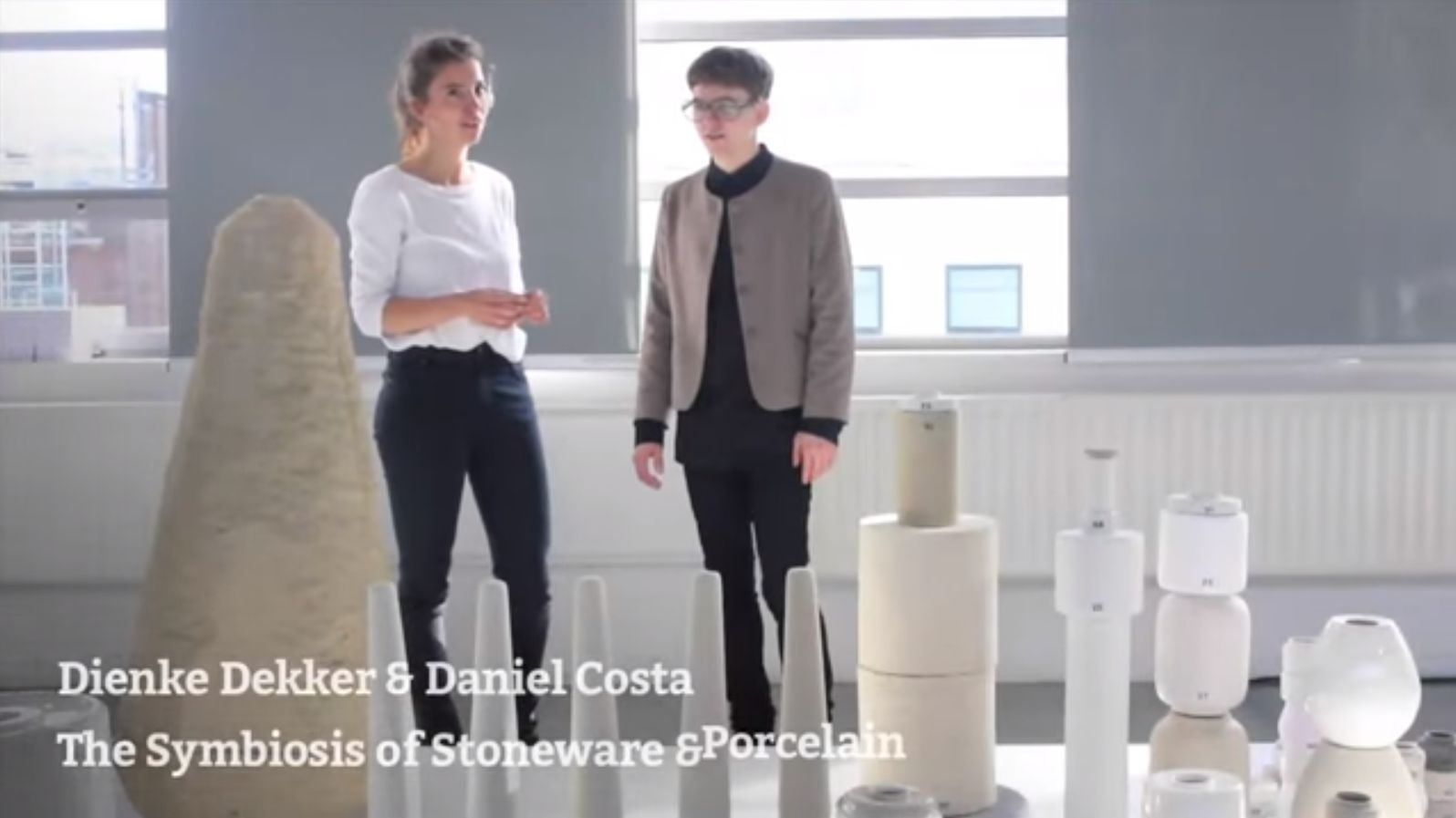
2013년 졸업전시회